# ボストン (防護巡洋艦)
ボストン (USS Boston) は、アメリカ海軍の防護巡洋艦。艦名はボストンに因む。この名を持つ艦としては5隻目。

## 艦歴
「ボストン」はペンシルベニア州チェスターのジョン・ローチ・アンド・サンズ社で起工する。1884年12月4日に進水し、1887年5月2日に艦長フランシス・M・ラムゼー大佐の指揮下就役した。
「新海軍 New Navy」の2隻目の巡洋艦として完成した「ボストン」は、1888年まで任務への準備が完了しなかった。その後アメリカ国民を保護するためグアテマラとハイチへの巡航を行う。1889年9月30日に発展艦隊 (Squadron of Evolution) に合流し、12月7日から1890年7月29日まで地中海および南米への巡航を行い、1891年には東海岸沿いに活動した。1891年10月24日にニューヨークを出航し、ホーン岬を経由して太平洋に向かい、1892年5月2日にサンフランシスコに到着した。ハワイ王国への介入のための巡航を除いて、「ボストン」は西海岸に留まり、1893年11月4日にメア・アイランド海軍造船所で予備役となった。
1895年11月15日に再就役すると、「ボストン」は1896年2月25日に横浜でアジア戦隊に加わった。その後4年間、東洋におけるアメリカ合衆国の権益を保護するため活動し、米西戦争ではマニラ湾海戦およびマニラ占領戦に参加した。その後も講和を支援するため1899年6月8日までフィリピンに留まった。
1899年8月8日にサンフランシスコに帰還した「ボストン」は、9月15日にメア・アイランド海軍造船所で予備役となる。1902年8月11日まで予備役に置かれた後、太平洋戦隊に再び加わった。1905年6月16日から25日までオレゴン州ポートランドで開催されたルイス・クラーク探検隊百周年博覧会に参加し、1906年4月23日から5月10日までサンフランシスコ地震の被災者の支援を行った。その後1907年6月10日にピュージェット・サウンド海軍造船所で再び予備役となる。

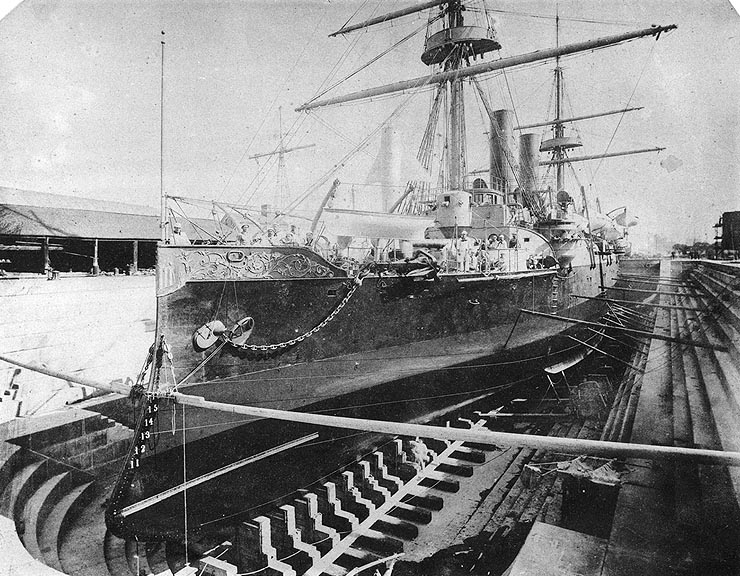
乾ドック入りする「ボストン」、ニューヨーク海軍工廠、1888年.

1911年6月15日から1916年9月まで「ボストン」はオレゴン海軍民兵の訓練艦任務に従事し、1917年5月24日から1918年6月まで海運委員会に貸与された。1918年6月18日にボストンは新兵収容艦としてメア・アイランド海軍造船所で再就役し、イエルバ・ブエナ島に牽引され1946年まで任務に従事した。1940年8月9日、新たな重巡洋艦にその名を譲るためデスパッチ (USS Despatch) へと改名される。「デスパッチ」は1941年2月17日に IX-2 （雑役艦）へ艦種変更された。「デスパッチ」は1946年4月8日にサンフランシスコ沖で海没処分された。
「ボストン」の8インチ砲のうちの2門はワシントン州ショアラインのハムリン・パークに展示されている。しかしながら郡の記録にはなぜそれがそこに展示してあるか示されていない。